# 白裳貓蛺蝶
白裳貓蛺蝶（学名：Timelaea albescens），又名豹紋蝶、豹斑蛺蝶、白斑蛺、豹紋蛺蝶，为蛺蝶科貓蛺蝶屬下的一个种。

## 描述
本種屬小型蛺蝶，雌雄外觀相似，雌雄二型性不明顯。體背為淺黃褐色，中央隱約可見黑褐色縱線，腹側白色。雄蝶頭部橙色，觸角黑褐，具白色虛線，末端棒狀扁平。口器褐色，下唇鬚上黑下黃。胸背褐色、腹白；足部腿節白、脛節與跗節橙色，雄蝶前足跗節癒合呈刺狀有毛，雌蝶則分節、有爪無毛。
前翅長22-31 mm，近三角形，後翅圓或扇形。翅背面橙黃色，佈滿黑褐色斑點，中室內具四枚圓斑，有時基半部泛白。雌蝶前翅外緣略凸，後翅腹面白紋較明顯。翅腹面花紋與背面相似，斑點較小，後翅內側具一明顯白斑。緣毛呈黃褐相間。

## 分布
本種分布於中國華北、華東、華南、華西地區，台灣亦可見，於中、低海拔地區有分布。

## 生態習性
本種幼蟲以朴樹科植物石朴、沙楠子樹、朴樹等為食，一年多世代，幾乎全年可見，冬季時幼蟲會在食草葉背吐絲製作蟲巢以度冬。

## 資料來源
1. ↑  徐堉峰，梁家源，黃智偉，沈宗諭. . 農業部林業及自然保育署. 2021/12. ISBN 9786267100523.
2. ↑  徐堉峰. . 台中市: 晨星出版社. 2013. ISBN 978-986-177-668-2.

## 外部連結
- 维基共享资源上的相關多媒體資源：白裳貓蛺蝶